# Льямоса, Карлос
Карлос Льямоса (англ. Carlos Llamosa; 30 июня 1969, Пальмира, Колумбия) — американский футболист.

## Карьера игрока

### Клубная карьера
Карлос Льямоса родился в 1969 году в Колумбии, где и начал свою футбольную карьеру. С 1986 по 1989 годы Карлос играл в клубе третьего дивизиона Колумбии «Кольмена». После этого он переходит в более именитый колумбийский клуб «Атлетико Уила».
В 1991 году Льямоса переезжает в Нью-Йорк, где уже проживали некоторые его родственники. В течение пяти лет он работает там и оставляет карьеру профессионального футболиста. Однако в 1995 году он подписывает контракт с «Нью-Йорк Сенторс», профессиональным футбольным клубом, который на данный момент прекратил своё существование.
На дополнительном драфте MLS 1997 года Льямоса был выбран клубом «Ди Си Юнайтед». За вашингтонский клуб сыграл в более чем 70 играх в течение трёх сезонов.
Перед сезоном 2001 года Льямоса был обменян в «Майами Фьюжн» на Брайана Камлера и драфт-пик. В начале 2002 года оба флоридских клуба MLS были расформированы.
На драфте распределения MLS 2002 года Льямоса был выбран клубом «Нью-Инглэнд Революшн». Играя в этом клубе, он получил травму перед сезоном 2004 года и пропустил весь этот сезон. В начале 2005 года клуб расторг договор с игроком.
Восстановившись после повреждения, Карлос Льямоса подписывает договор с «Чивас США» из Лос-Анджелеса, в котором он и заканчивает свою карьеру в 2007 году.

### Карьера в сборной
В 1998 году Карлос Льямоса был впервые приглашён в состав сборной США.
В её составе он играл в Кубке конфедераций 1999 года в Мексике, на котором команда США заняла третье место.
Принял участие в Золотом кубке КОНКАКАФ 2000 года.
Также Льямоса участвовал в чемпионате мира 2002 года. На этом турнире США дошла до четвертьфинальной стадии, где уступила сборной Германии.
В общей сложности Льямоса сыграл 29 игр за сборную и не забил ни одного гола.

## Карьера тренера
20 декабря 2016 года Льямоса пополнил тренерский штаб «Нью-Инглэнд Революшн» в качестве ассистента главного тренера Джея Хипса. После назначения главным тренером «Революшн» Брэда Фриделя 9 ноября 2017 года он покинул клуб.
В начале 2018 года Льямоса вошёл в тренерский штаб «Портленд Тимберс» в качестве ассистента главного тренера Джованни Саваресе. Ассистировал Саваресе до его увольнения 21 августа 2023 года, после чего числился ассистентом у временного главного тренера Майлза Джозефа до 1 сентября 2023 года, когда расторг контракт с «Тимберс» по взаимному согласию сторон.

## Статистика выступлений
| Клуб             | Клуб                 | Клуб             | Лига | Лига | Кубок     | Кубок     | Плей-офф | Плей-офф | Континентальный | Континентальный | Всего | Всего |
| Сезон            | Клуб                 | Лига             | Игры | Голы | Игры      | Голы      | Игры     | Голы     | Игры            | Голы            | Игры  | Голы  |
| США              | США                  | США              | Лига | Лига | Кубок США | Кубок США | Плей-офф | Плей-офф | КОНКАКАФ        | КОНКАКАФ        | Всего | Всего |
| ---------------- | -------------------- | ---------------- | ---- | ---- | --------- | --------- | -------- | -------- | --------------- | --------------- | ----- | ----- |
| 1997             | Ди Си Юнайтед        | MLS              | 25   | 0    |           |           | 5        | 0        |                 |                 | 30    | 0     |
| 1998             | Ди Си Юнайтед        | MLS              | 18   | 0    |           |           | 6        | 0        |                 |                 | 24    | 0     |
| 1999             | Ди Си Юнайтед        | MLS              | 17   | 1    |           |           | 2        | 0        |                 |                 | 19    | 1     |
| 2000             | Ди Си Юнайтед        | MLS              | 23   | 2    |           |           |          |          |                 |                 | 23    | 2     |
| 2001             | Майами Фьюжн         | MLS              | 20   | 0    |           |           | 6        | 0        |                 |                 | 26    | 0     |
| 2002             | Нью-Инглэнд Революшн | MLS              | 14   | 0    |           |           | 5        | 0        |                 |                 | 19    | 0     |
| 2003             | Нью-Инглэнд Революшн | MLS              | 24   | 0    |           |           | 3        | 0        |                 |                 | 27    | 0     |
| 2004             | Нью-Инглэнд Революшн | MLS              | 0    | 0    |           |           |          |          |                 |                 | 0     | 0     |
| 2005             | Нью-Инглэнд Революшн | MLS              | 0    | 0    |           |           |          |          |                 |                 | 0     | 0     |
| 2006             | Чивас США            | MLS              | 13   | 0    |           |           |          |          |                 |                 | 13    | 0     |
| 2007             | Чивас США            | MLS              | 0    | 0    |           |           |          |          |                 |                 | 0     | 0     |
| Всего            | США                  | США              | 154  | 3    |           |           | 27       | 0        |                 |                 | 181   | 3     |
| Всего за карьеру | Всего за карьеру     | Всего за карьеру | 154  | 3    |           |           | 27       | 0        |                 |                 | 181   | 3     |

## Достижения
Командные
«Ди Си Юнайтед»
- Чемпион MLS (обладатель Кубка MLS): 1997, 1999
- Победитель регулярного чемпионата MLS: 1997, 1999
- Обладатель Кубка чемпионов КОНКАКАФ: 1998

Личные
- Член символической сборной MLS: 2001
- Участник Матча всех звёзд MLS: 1999, 2001, 2002